# Haren och räven
Räven och haren (ryska: Лиса и заяц, Lisa i zajats) är en sovjetisk animerad film  baserad på en rysk folksaga av Vladimir Dal och regisserad av Jurij Norsjtejn.

## Handling
Det är vinter och i skogen bor en räv i en ishydda och en hare i en vanlig koja. Rävens hydda är vackrare, men på våren smälter det bort, och räven bestämmer sig för att ta över harens koja. Med fysisk styrka uppnår hon detta utan större svårighet, och den hemlösa haren går "dit ögonen ser". På vägen möter han vargen, som oväntat berörd av harens svåra situation bestämmer sig för att hjälpa honom att driva ut inkräktaren, men räven driver bort honom med verbala hot.
Detta upprepar sig med en björnen och sedan en tjur.
Haren möter senare en tupp, som också går för att driva ut inkräktaren. Med hjälp av sin kam och sitt mod sparkar han ut räven och får sedan bo kvar hos haren.

## Rollista
- Viktor Chochrjakov — berättare

### Svenska röster
- Frej Lindqvist
- Claire Wikholm
- Per-Arne Ehlin — svensk bearbetning[1]

## Produktion
Räven och haren var den första samproduktionen mellan regissören Jurij Norsjtejn och hans fru, konstnären Francesca Jarbusova. I programmet "Mir animatsii ili animatsija mira" mindes hon filmen med orden: "Men hur kunde de inte acceptera räven och haren, det vill säga att de sa att haren hade sorgsna judiska ögon".